# 日本の郵便番号

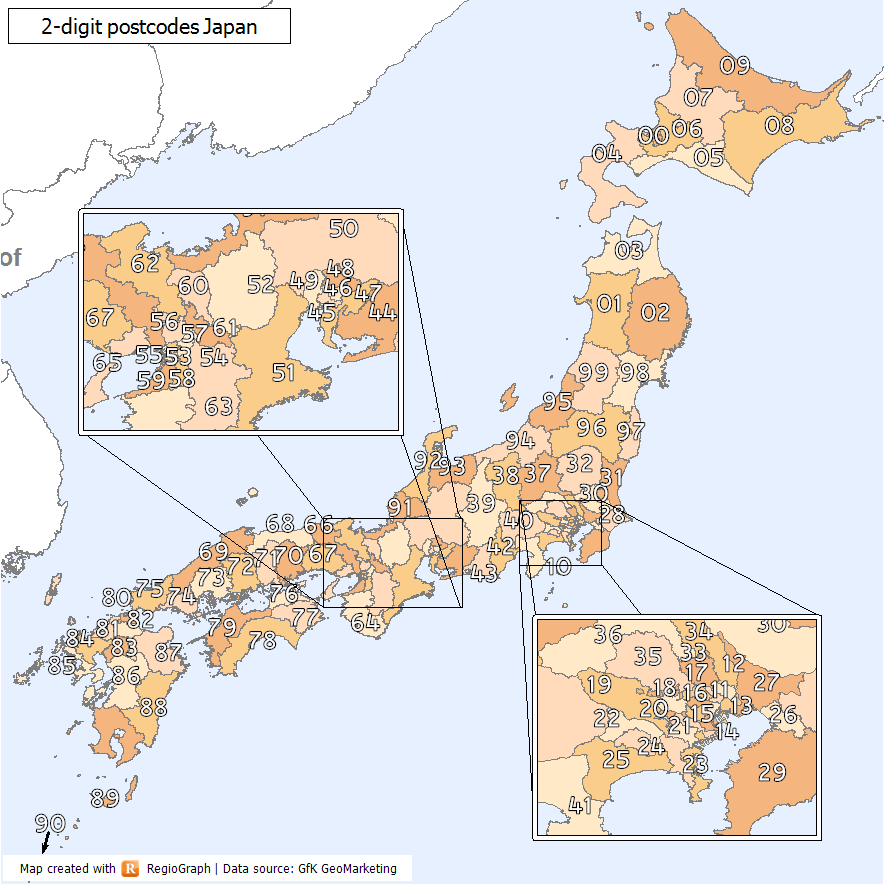
地域番号地図

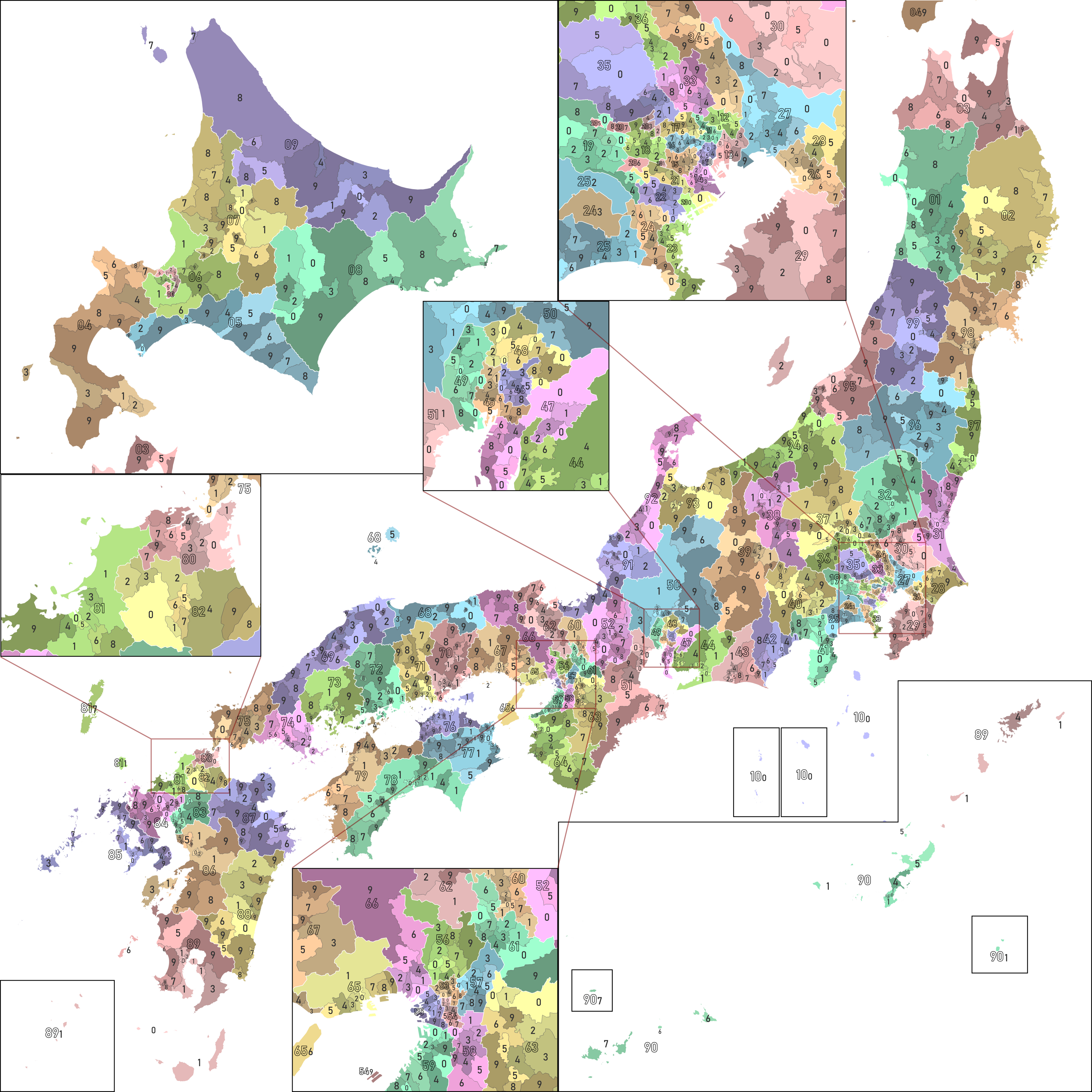
郵便番号上3桁の地図

日本の郵便番号（にほんのゆうびんばんごう）では、日本における郵便番号の制定の歴史および番号体系について述べる。

## 概要
日本では自動読み取り区分機の採用などによる郵便事業のオートメーション化を推進するため、1968年（昭和43年）7月1日に3桁 (NNN) または5桁 (NNN-NN)の郵便番号が導入された。この番号は集配事務を行う郵便局に対して割り当てられるものであり、当時の輸送手段の中心であった鉄道路線網を用いた鉄道郵便輸送の路線・経路の駅順を元に大規模局では3桁、それ以外の局では5桁であった。
また、郵便番号は上二桁、上三桁、下四桁ともに、渦を巻くように一筆書き状に配置されているパターンが非常に多い。このことは配送と直結しており、当時は番号順に集配・配送を行っていたことから、その効率のために割り当てられていたことが考えられる。
郵便番号簿は、一時「ぽすたるガイド」という名称になっていたことがあった。

## 郵便番号の付定方法
- 地域番号として上2桁を使用し、原則として1都道府県に1地域をあてた。配達物が最も多い東京都に1から始まる「10」〜「19」を割り当てた[注 1][4][5]。以降、関東[注 2]、甲信[注 3]、東海[注 4]、近畿[注 5]、中国[注 6]、四国[注 7]、九州[注 8]とおおむね東京門司線に沿う形で西へ順に割り当てていき、鹿児島県の地域番号を「89」とした[4]。北陸[注 9]・東北[注 10]については、福井県の地域番号を「91」とし、おおむね大阪青森線に沿う形で今度は北へ順に割り当てていき青森県の地域番号を「03」とし、最後に北海道の地域番号を「04」〜「09」[4]とした。

このうち、配達物数が多い神奈川・千葉・茨城・埼玉・長野・静岡・愛知・京都・大阪・兵庫・岡山・広島・山口・福岡・新潟・福島の各府県には複数の地域番号をあて、3桁局の数を増加させた。
- なお、導入時点では上2桁が「20」[注 11]、「26」[注 12]、「90」[注 13]、「00」[注 14]は使われていなかった。
- 各地域の中心的な局を「0」とし、「1」 〜 「8」を以下の基準で郵便線路の下り順に付定した。一部の地域では中心的な大規模局を「0」だけでなく「0」と「1」の両方使うケースもある。
  - 普通通常の配達物数が日当たり6,000通以上
  - 配達および継越となる郵便物が同じく6,000通以上
  - 配達物数が4,000通以上
  - 配達および継越となる郵便物が同じく4,000通以上
  - その他の集配普通局
- 上記以外の局は5桁局とし、鉄道郵便局と受渡しない局は上3桁を親局の番号にした。
  - 5桁局のうち地域の中心的な局が親局となる局に関しては「0」ではなく「1」としたケースも多い[注 15]。
- 例えば現在の兵庫県神戸市中央区を受け持つ神戸中央郵便局は旧生田区を「650」、旧葺合区を「651」にした。神戸中央郵便局を親局とする5桁局は上3桁を「651」とし、「651-0X」を神戸港郵便局（無集配局[注 16]）に、「651-1X」を神戸電鉄沿線にある北区[注 17]一帯と西宮市山口町に割り当てた。
  - 地域番号を複数使用する地域では親局が「0」となる大規模局がない上3桁を使用する5桁局がいくつかある。
    - 名古屋西郵便局 (450・451) を親局とする「470-XX」（愛知県中部・知多半島の一部）・「480-XX」（同尾張北部の一部）・「490-XX」（同尾張西部・海部地域の一部）
    - 京都中央郵便局 (600・601) を親局とする「610-XX」（京都市西京区西部・京都府南部の一部）など

- 5桁局のうち鉄道郵便局と受渡する局について、乗務員を親局とする番号とした。乗務員は「9」を番号とし、北日本の一部地域については「8」も番号とした。詳しくは鉄道郵便局を参照。
- ちなみに2023年（令和5年）現在、郵便番号の上2桁がが示す地域で最も人口が多いのは千葉県北西部の「27」で約352万人、上3桁が示す地域で最も人口が多いのは、座間市・相模原市・綾瀬市・藤沢市北部一部で構成される「252」で、約96万人[注 18]。2位が「270」で、千葉県北西部の松戸市・流山市・柏市の一部など複数の市で構成され、約77万人[注 19]である。
- 集配特定局でも3桁局として番号を付定された局が存在した（大阪府茨木市の大岩郵便局「568」[注 20]など）。

### 他都府県の郵便番号を付している地域
地形上の理由・運送上の理由により、上2桁が他の都府県の番号を付している場合がある。
- 関東地方
  - 「31」（茨城県）
    - 栃木県芳賀郡茂木町のうち桧山の一部（道木橋）（311-44、塩子郵便局[注 21]）

  - 「34」（埼玉県）
    - 栃木県栃木市のうち藤岡町下宮（349-12、北川辺郵便局[注 22]）

  - 「37」（群馬県）
    - 埼玉県秩父市のうち吉田太田部（370-15、万場郵便局[注 23]）
- 甲信・東海地方
  - 「38」（長野県）
    - 群馬県吾妻郡嬬恋村のうち鎌原の一部（高峰高原）（384、小諸郵便局）
    - 群馬県安中市のうち松井田町峠（389-01、軽井沢郵便局）
    - 新潟県妙高市のうち樽本の一部（1101番地）（389-22、飯山郵便局）

  - 「43」（静岡県）
    - 愛知県北設楽郡豊根村のうち富山（431-41、水窪郵便局。「#飯田線沿線における郵便番号変更」も参照のこと。）

  - 「49」（愛知県）
    - 三重県桑名郡木曽岬町（498、弥富郵便局）
- 近畿地方
  - 「52」（滋賀県）
    - 京都府京都市左京区のうち久多（520-04、葛川郵便局[注 24]）

  - 「56」（大阪府）
    - 兵庫県伊丹市のうち小阪田の一部（食田[注 25]）（563、池田郵便局）

  - 「61」（京都府）
    - 大阪府三島郡島本町（618、山崎郵便局）

  - 「63」（奈良県）
    - 大阪府東大阪市の生駒山上（630-02、生駒郵便局）

  - 「64」（和歌山県）
    - 奈良県吉野郡十津川村のうち竹筒地区（647-12、日足郵便局）
    - 三重県熊野市のうち紀和町上川地区（647-13、和気郵便局[注 26]）
    - 奈良県吉野郡十津川村のうち瀞地区（647-15、瀞郵便局）
    - 奈良県吉野郡野迫川村の大半（648-03、野迫川郵便局）
- 中国地方
  - 「68」（鳥取県）
    - 島根県隠岐郡知夫村（684-01、知夫郵便局）
    - 島根県隠岐郡西ノ島町西部（684-02、浦郷郵便局[注 27]）
    - 島根県隠岐郡西ノ島町東部（684-03、別府郵便局）
    - 島根県隠岐郡海士町の一部（684-04、菱浦郵便局）
    - 島根県隠岐郡海士町の一部（684-05→684-04、崎郵便局→菱浦郵便局[注 28]）
    - 島根県隠岐郡隠岐の島町西郷地区（685、西郷郵便局）
    - 島根県隠岐郡隠岐の島町都万地区の一部（685-01、都万郵便局[注 29]）
    - 島根県隠岐郡隠岐の島町都万地区の一部（685-02→685-01、津戸郵便局（現・津戸簡易郵便局）→都万郵便局[注 30][注 29]）
    - 島根県隠岐郡隠岐の島町五箇地区（685-03、五箇郵便局[注 29]）
    - 島根県隠岐郡隠岐の島町布施地区（685-04、布施郵便局[注 29]）
- 九州地方
  - 「81」（福岡県）
    - 長崎県壱岐市のうち郷ノ浦町（沼津・渡良地区を除く）（811-51、郷ノ浦郵便局）
    - 長崎県壱岐市のうち石田町（811-52、石田郵便局）
    - 長崎県壱岐市のうち芦辺町芦辺浦・諸吉・深江地区（811-53、芦辺郵便局）
    - 長崎県壱岐市のうち芦辺町箱崎・瀬戸浦地区（811-54、壱岐瀬戸郵便局[注 31]）
    - 長崎県壱岐市のうち勝本町（鯨伏地区を除く）（811-55、勝本郵便局）
    - 長崎県壱岐市のうち勝本町鯨伏地区（811-56→811-55、湯本郵便局→勝本郵便局）
    - 長崎県壱岐市のうち郷ノ浦町沼津地区（811-56→811-51、湯本郵便局→郷ノ浦郵便局）
    - 長崎県壱岐市のうち芦辺町国分・住吉・中野郷・湯岳地区（811-57、壱岐国分郵便局[注 31]）
    - 長崎県壱岐市のうち郷ノ浦町渡良地区（811-58→811-51、渡良郵便局→郷ノ浦郵便局）
    - 長崎県対馬市のうち厳原町の一部（817、厳原郵便局）
    - 長崎県対馬市のうち厳原町の一部（817-01、豆酘郵便局）
    - 長崎県対馬市のうち厳原町の一部（817-02、小茂田郵便局）
    - 長崎県対馬市のうち美津島町の一部（817-03、鶏知郵便局）
    - 長崎県対馬市のうち美津島町の一部（817-04、尾崎郵便局）
    - 長崎県対馬市のうち美津島町の一部（817-05、竹敷郵便局）
    - 長崎県対馬市のうち美津島町の一部（817-11、小船越郵便局[注 32]）
    - 長崎県対馬市のうち豊玉町（817-12、豊玉郵便局）
    - 長崎県対馬市のうち峰町の一部（817-13、峯郵便局）
    - 長崎県対馬市のうち峰町の一部（817-14、対馬佐賀郵便局）
    - 長崎県対馬市のうち上県町の一部（817-15、鹿見郵便局）
    - 長崎県対馬市のうち上県町の一部（817-16、佐須奈郵便局[注 33]）
    - 長崎県対馬市のうち上対馬町の一部（817-17、比田勝郵便局）
    - 長崎県対馬市のうち峰町の一部（817-21→817-14、志多賀郵便局→対馬佐賀郵便局）
    - 長崎県対馬市のうち上対馬町の一部（817-22、小鹿郵便局）
    - 長崎県対馬市のうち上対馬町の一部（817-23、琴郵便局）

  - 「83」（福岡県）
    - 大分県日田市のうち前津江町柚木の一部（1〜800番地、千蔵木、塔ノ本、仁田原、本村）（839-14、うきは郵便局）

  - 「84」（佐賀県）
    - 長崎県松浦市のうち福島町（848-04[注 34]、福島郵便局）

  - 「87」（大分県）
    - 福岡県築上郡吉富町（871、中津郵便局）
    - 福岡県築上郡上毛町のうち原井有野（871-02、耶馬渓郵便局）
    - 福岡県築上郡上毛町（原井有野を除く）（871-09、大平郵便局）
- 北陸地方
  - 「92」（石川県）
    - 福井県あわら市のうち吉崎（922-06、吉崎郵便局[注 35]）

  - 「93」（富山県）
    - 石川県羽咋郡宝達志水町のうち沢川（939-01、福岡郵便局）

  - 「94」（新潟県）
    - 長野県下水内郡栄村のうち堺の一部（秋山郷）（949-83、秋成郵便局[注 36]）
- 東北地方
  - 「01」（秋田県）
    - 青森県十和田市のうち奥瀬の一部（十和田湖周辺）（018-55、十和田湖郵便局）

施設が都府県を跨いでいるため、上2桁が他の都府県の番号である例。あるいは当該施設のみが上2桁が他の都府県の番号である例。これらは郵便番号簿にも掲載されていないものである。
- 関東地方
  - 「13」（東京都）
    - 茨城県常総市のうち日本郵便東日本物流センター（137、新東京郵便局）

  - 「18」（東京都）
    - 埼玉県所沢市のうち秋津駅（189、東村山郵便局）

  - 「20」（東京都）
    - 神奈川県川崎市多摩区のうちよみうりランド（206、多摩郵便局）

  - 「21」（神奈川県）
    - 東京都稲城市のうち京王電鉄若葉台検車区（215、麻生郵便局）

  - 「22」（神奈川県）
    - 東京都町田市のうち東急長津田検車区（227、緑郵便局）

  - 「25」（神奈川県）
    - 東京都町田市原町田のうちヨドバシカメラ町田店（252、座間郵便局）

  - 「31」（茨城県）
    - 栃木県那須郡那珂川町のうち鷲子山上神社（319-22、大宮郵便局）

  - 「37」（群馬県）
    - 栃木県足利市のうちカンケンプラザ（373、太田郵便局）
- 甲信・東海地方
  - 「38」（長野県）
    - 群馬県吾妻郡草津町のうち渋峠ホテル（381-04、山ノ内郵便局）
    - 群馬県吾妻郡嬬恋村のうち湯の丸高原スキー場（389-05、東御郵便局）

  - 「43」（静岡県）
    - 愛知県豊橋市のうち新所原駅（431-04、湖西郵便局）

  - 「48」（愛知県）
    - 岐阜県可児市のうちリトルワールド（484、犬山郵便局）
- 近畿地方
  - 「53」（大阪府）
    - 兵庫県伊丹市のうちゆうちょ銀行大阪貯金事務センター（539、新大阪郵便局）
    - 兵庫県神戸市北区上津台のうち日本郵便西日本物流センター（539、新大阪郵便局）

  - 「57」（大阪府）
    - 京都府京田辺市のうち枚方カントリークラブ（573-01、枚方東郵便局）

  - 「58」（大阪府）
    - 奈良県生駒郡三郷町のうち柏原霊園（582、柏原郵便局）

  - 「61」（京都府）
    - 奈良県奈良市右京1丁目のうちイオンモール高の原（619-02、山城木津郵便局）

  - 「62」（京都府）
    - 福井県大飯郡高浜町のうち舞鶴カントリークラブ敷地（625。東舞鶴郵便局）

  - 「63」（奈良県）
    - 京都府木津川市梅谷のうち奈良市企業局緑ヶ丘浄水場（630、奈良中央郵便局）
- 中国地方
  - 「72」（広島県）
    - 岡山県井原市の一般商店（721、福山東郵便局）
- 四国地方
  - 「79」（愛媛県）
    - 高知県高岡郡津野町のうち天狗高原（791-12、久万高原郵便局）
    - 高知県高岡郡檮原町のうち四国カルスト姫鶴荘（791-12、久万高原郵便局）
- 九州地方
  - 「81」（福岡県）
    - 佐賀県三養基郡基山町のうちアマルフィ筑紫野（818、筑紫野郵便局）
    - 佐賀県三養基郡基山町の基山パーキングエリアのうち下り線熊本方面側（818、筑紫野郵便局）

  - 「87」（大分県）
    - 熊本県阿蘇郡小国町のうち杖立温泉「肥前屋旅館」（877、日田郵便局）
- 北陸地方
  - 「93」（富山県）
    - 石川県七尾市のうち能越県境パーキングエリア（935、氷見郵便局）

### かつて他都府県の郵便番号を付していた地域
- 関東地方
  - 「19」（東京都）→「22」へ変更（2007年〈平成19年〉2月5日、かつては立川駅からの中央本線鉄道郵便だった。2010年の再変更については#座間市・相模原市における郵便番号変更を参照。）
    - 199-01→229-01（神奈川県相模原市緑区相模湖地区の一部、相模湖郵便局）
    - 199-02→229-02（神奈川県相模原市緑区相模湖地区・藤野地区の一部、吉野郵便局）
    - 199-03→199-02→229-02（神奈川県相模原市緑区藤野地区の一部、牧野郵便局→吉野郵便局）

  - 「30」（茨城県）→「32」へ変更（1998年〈平成10年〉2月2日。かつては取手駅からの関東鉄道常総線鉄道郵便だった。）
    - 307-02→323-01（栃木県小山市・下野市のそれぞれ一部、延島郵便局[注 37]）

  - 「34」（埼玉県）→「32」へ変更（1998年〈平成10年〉2月2日、かつては草加駅からの東武伊勢崎線鉄道郵便だった。）
    - 349-13→323-11（栃木県栃木市藤岡地域の一部、藤岡郵便局）

  - 「37」（群馬県）→「32」へ変更（1990年〈平成2年〉10月1日。高崎駅からの足尾線鉄道郵便の廃止による。）
    - 376-05→321-15（栃木県日光市足尾地区、足尾郵便局）

  - 「27」（千葉県）→「30」へ変更（1994年〈平成6年〉10月1日。松戸駅からの成田線鉄道郵便の廃止による。）
    - 270-12→300-16（茨城県北相馬郡利根町、利根郵便局[注 38]）

  - 「28」（千葉県）→「31」へ変更（かつては千葉駅からの成田線鉄道郵便だった。）
    - 287→311-24（茨城県稲敷市東町、佐原郵便局→潮来郵便局）
- 東海地方
  - 「48」（愛知県）→「50」へ変更（かつては新名古屋駅[注 39]からの名鉄犬山線鉄道郵便だった。）
    - 483→501-61[注 40]（岐阜県各務原市川島地区、江南郵便局→笠松郵便局）
- 近畿地方
  - 「62」（京都府）→「56」へ変更（1995年〈平成7年〉10月16日。かつては福知山駅からの山陰本線鉄道郵便だった。）
    - 621-01→569-11（大阪府高槻市樫田地区[注 41]、別院郵便局→高槻北郵便局[注 42]）

  - 「63」（奈良県）→「57」へ変更（かつては奈良駅からのトラック輸送だった。）
    - 630-01→575（大阪府四條畷市田原地区、高山郵便局→四條畷郵便局）

  - 「51」（三重県）→「63」へ変更（1986年〈昭和61年〉10月1日。かつては四日市駅からの関西本線鉄道郵便だった。）
    - 518-12→630-23（奈良県奈良市月ヶ瀬地区・山辺郡山添村波多野地区、波多野郵便局）

  - 「57」（大阪府）→「63」へ変更（かつては淀川貨物駅[注 43]からのトラック輸送だった。）
    - 579→630-02（奈良県生駒市西畑町、枚岡郵便局→生駒郵便局）

  - 「51」（三重県）→「64」へ変更（2008年〈平成20年〉11月1日）
    - 519-56→647-16（和歌山県東牟婁郡北山村、大沼郵便局）

  - 「63」（奈良県）→「64」へ変更（1986年〈昭和61年〉10月1日。王寺駅からの和歌山線鉄道郵便の廃止による。）
    - 637-21→648-04（和歌山県伊都郡高野町富貴地区、富貴郵便局）

  - 「70」（岡山県）→「67」へ変更
    - 701-32→678-02（兵庫県赤穂市福浦地区[注 44]、日生郵便局→赤穂郵便局）
- 中国地方
  - 「68」（鳥取県）→「69」へ変更（1985年〈昭和60年〉。かつては米子駅からのトラック輸送だった。）
    - 684→690-13（島根県松江市美保関町下宇部尾・美保関町森山[注 45]、境港郵便局→七類郵便局）
    - 684→690-15（島根県松江市美保関町福浦[注 45]、境港郵便局→美保関郵便局）

### 郵便番号の上2桁の境界をまたぐ市区町村
同一都道府県の郵便番号で同一市区町村（政令指定都市では同一行政区）内であっても、地形上・運送上の理由、市町村合併などにより郵便番号の上2桁が別の番号を付する地域がある。
| 都道府県 | 市区町村                                 | 郵便番号の上2桁 |
| -------- | ---------------------------------------- | --------------- |
| 東京都   | 港区                                     | 10・13          |
| 東京都   | 大田区、品川区                           | 13・14          |
| 東京都   | 西東京市                                 | 18・20          |
| 神奈川県 | 横須賀市                                 | 23・24          |
| 神奈川県 | 愛甲郡清川村                             | 24・25          |
| 茨城県   | 笠間市、かすみがうら市                   | 30・31          |
| 長野県   | 北佐久郡立科町                           | 38・39          |
| 静岡県   | 富士市                                   | 41・42          |
| 愛知県   | 豊田市                                   | 44・47          |
| 大阪府   | 泉佐野市、泉南市、泉南郡田尻町           | 54・59          |
| 京都府   | 京都市（右京区・伏見区）、宇治市         | 60・61          |
| 京都府   | 南丹市                                   | 60・62          |
| 兵庫県   | 神戸市北区、西宮市                       | 65・66          |
| 兵庫県   | 朝来市                                   | 66・67          |
| 岡山県   | 岡山市南区、倉敷市、加賀郡吉備中央町     | 70・71          |
| 山口県   | 山口市                                   | 74・75          |
| 新潟県   | 長岡市                                   | 94・95          |
| 北海道   | 札幌市（北区・東区・南区）、石狩郡当別町 | 00・06          |
| 北海道   | 伊達市、有珠郡壮瞥町                     | 04・05          |
| 北海道   | 小樽市                                   | 04・06          |
| 北海道   | 苫小牧市                                 | 05・07          |
| 北海道   | 石狩市、岩見沢市、美唄市                 | 06・07          |

## 郵便番号の7桁化
1998年（平成10年）2月2日には、それまでの郵便番号の末尾に4桁または2桁を付け加えた7桁 (NNN-NNNN) の郵便番号が導入開始となり、町域や大型ビルの階層までも個別の郵便番号で指定できるようになった。番地とあわせてバーコード化することで、区分機により郵便物を配達順にまで並び替えることができるようになり、効率よい配送を実現している（郵便局内で宛名のところに肉眼ではほぼ見えない特殊な透明インクでバーコードを印字する場合（局内バーコード、およびIDバーコード）と、ダイレクトメールなどの大口差出の際、差出側で宛先と同時に肉眼で見える形で印字する場合（カスタマバーコード）がある）。これらの実証実験が行われたのは川越西郵便局である。
郵便番号7桁化に伴い、従来の5桁仕様の封筒・はがきなどに貼り付ける新郵便番号枠シールが全国の郵便局窓口で1997年（平成9年）11月から翌1998年（平成10年）11月にかけて無料配布された。1998年（平成10年）12月1日までに、従来の旧5桁郵便番号枠の製品がすべて新7桁郵便番号枠のものに切り替えられ、郵便番号7桁化が完了した。なお、1998年（平成10年）の年賀はがきは差出人の郵便番号枠のみ7桁のものが、翌1999年（平成11年）以降は宛先・差出人とも新7桁郵便番号枠のものが発行された。
郵便番号の7桁化以降も、以前の形式の郵便番号は郵便区番号として郵便事務に用いられている。依然、集配を行う集配郵便局を指し示す番号として有用である。
7桁化後は宅配便などでも郵便番号が使われるようになっており、ヤマト運輸や佐川急便では独自の郵便番号簿も発行されている。
また、各種、パソコン向け日本語入力システムや年賀状作成ソフトなどでは、郵便番号を入力することにより住所を打ち出してくれる機能が存在する。

### 町域の郵便番号
7桁時代になって以降、旧3桁局は原則として4桁目、5桁目に00あるいは08、09を割り当て、「XXX-00XX」「XXX-08XX」「XXX-09XX」とした。
原則として、町名から"○丁目"などを取り除いた部分または大字を町域として1つの郵便番号を割り当て、小字には郵便番号を割り当てなかった。大字がなく原則どおりに割り当てられない場合は「（市町村名）の次に番地がくる場合」「（町村名）一円」のように1つの町域とみなして郵便番号を割り当てた。
例
- 三重県南牟婁郡鵜殿村の場合
  - 全域に大字がないため、村内全域を1つの町域として「鵜殿村一円」として「519-5701」が割り当てられた[注 47]。
- 山梨県北巨摩郡小淵沢町の場合
  - 1954年（昭和29年）3月31日の合併以前の小淵沢村は近世以来の単独村制で大字がなく、合併後も大字がなかった。このため「小淵沢町の次に番地がくる場合」として「408-0044」が割り当てられた。[注 48]

ただし、例外的に茨城県龍ケ崎市の中心部のように小字を町域としてそれぞれ郵便番号を割り当てる場合がある。
7桁の郵便番号は、町域ごとに割り当てられているため、住所を縦の通りと横の通りの組み合わせで示す京都市中心部では混乱が見られ、現在でも郵便番号の利用に煩わしさが残る。たとえば、京都市中京区には「亀屋町」が別々の場所に5つもあり、7桁の郵便番号も別々に割り当てられている。そのため、利用者が郵便番号を書くには、差し出したい宛先がどの「亀屋町」なのか判断する必要がある。ただし番地には重複がないので、「京都市中京区亀屋町XX-YY」のように番地まで正確に書けば、（郵便局員の手を煩わせることになるが）配達は可能である。なお、戸籍や住民票の上では「京都市中京区蛸薬師通堀川東入ル亀屋町XX番地のYY」のように、通り名によって住所を示しその後ろに町名番地を付すのが公的な住所表示である。
郵便番号を記入することで都道府県、市区町村などの記入は省略できるが、町域は省略しないこととされている。「字」が住所に表記される場合市区町村名の後に「字」「大字」が続く場合はそのまま省略は可能だが、その後の町域名の前の「字」「大字」は省略をすることはできない。これは郵便番号の誤記入、あるいは誤読による間違いを防ぐために冗長性を持たせているためである。
「郵便番号が割り当てられていない地区」は下2桁を「00」とし、上5桁は原則としてその市区町村の大部分を担当する集配郵便局の郵便区番号を使用した。
地名が存在しても、住居や事業所のない、いわゆる無人地帯になっている場合は郵便番号が付与されない。逆に、それまで郵便番号が付与されていない地名に対して、住居や事業所が設置された場合は追加で郵便番号が付与される。そのため、現在日本国政府の施政権が及ばず、法的には無人島扱いになっている北方領土および竹島に郵便番号は割り当てられていない。

### 集配局の郵便番号
- 7桁時代になって以降、旧3桁局の場合は原則として「（郵便区番号）-8799」、旧5桁局にあっては「（郵便区番号）-XX99」となった。
- 集配郵便局の無集配化による集配郵便局の統廃合では、一部を除き、郵便番号の変更は行われず、無集配局化された局そのものの番号を町域の郵便番号に変更した程度にとどまっている。
（例）2008年（平成20年）2月25日に郵便事業水戸支店内原集配センター (319-0399) が廃止され、集配事務は赤塚支店 (311-4199) へ統合されたため、併設されていた内原郵便局は「319-0399」から「319-0315」に変更された（その他の「319-03XX」の郵便番号の変更は行われていない）。その後、内原郵便局は2008年（平成20年）9月16日にイオンモール水戸内原2階へ移転し、「319-0315」から「319-0305」[注 50]に再変更された。

- 7桁化時に私書箱専用番号、大口事業所個別番号（大量に郵便物を受け取る事業所などの専用の個別番号）に割り当てたり、番号の枯渇に対応するために郵便区番号を分割・増加した局がある。
  - 神奈川県橋本郵便局（229-11→229-11・229-12[注 51]）
  - 千葉県印西郵便局（270-13→270-13・270-23[注 52]）
  - 千葉県八日市場郵便局（289-21→289-21・289-31）
  - 埼玉県坂戸郵便局（350-02→350-02・350-22）
  - 岐阜県関郵便局（501-32→501-32・501-38・501-39[注 53]）
  - 岐阜県笠松郵便局（501-61→501-61・501-60）
  - 岐阜県羽島郵便局（501-62→501-62・501-63）
  - 愛知県武豊郵便局（470-23→470-23・470-25[注 54]）
  - 三重県名張郵便局（518-04→518-04・518-06・518-07[注 55]）
  - 大阪府高槻北郵便局（569-11→569-11・569-10）
  - 大阪府枚方北郵便局（573-11→573-11・573-10）
  - 京都府伏見東郵便局（601-13→601-13・601-14[注 56]）
  - 奈良県田原本郵便局（636-03→636-03・636-02）
  - 奈良県大和郡山郵便局（639-11→639-11・639-10）
  - 奈良県御所郵便局（639-22→639-22・639-23）
  - 兵庫県三田郵便局（669-13・669-14→669-13・669-14・669-15）
  - 兵庫県篠山郵便局（669-23→669-23・669-24[注 57]）
  - 兵庫県龍野郵便局（679-41→679-41・679-40[注 58]）
  - 岡山県備前瀬戸郵便局（709-08→709-08・709-06[注 59]）
  - 沖縄県浦添郵便局（901-21→901-21・901-25・901-26[注 60]）
  - 沖縄県宜野湾郵便局（901-22→901-22・901-27）
  - 沖縄県西原郵便局（903-01→903-01・903-02[注 61]）
  - 石川県森本郵便局（920-01→920-01・920-31[注 62]）
  - 富山県立山郵便局（930-02→930-02・930-32[注 63]）
  - 富山県上市郵便局（930-03→930-03・930-04[注 64]）
  - 富山県水橋郵便局（939-05→939-05・939-35）
  - 富山県越中八尾郵便局（939-23→939-23・939-24）
  - 新潟県栃尾郵便局（940-02→940-02・940-01）
  - 新潟県長岡西郵便局（940-21→940-21・940-20）
  - 新潟県白根郵便局（950-12→950-12・950-14[注 65]）
  - 新潟県新潟西郵便局（950-21→950-21・950-20[注 66]）
  - 新潟県五泉郵便局（959-16→959-18・959-16）
  - 新潟県水原郵便局（959-21→959-20・959-19・959-21[注 67]）
  - 新潟県中条郵便局（959-26→959-26・959-27[注 68]）
  - 宮城県浦戸郵便局（985-01→985-01・985-02）
  - 山形県山形南郵便局（990-24・990-23→990-24・990-23・990-9X）

### 無集配局の郵便番号
- 郵便番号が5桁のころに固有の郵便番号を有していた無集配局は極めて少なかった。
  - 東京国際郵便局（100-31）[注 69]
  - 三田台郵便局（109）[注 70]
  - 新東京郵便局（137）[注 71]
  - 東京多摩郵便局（209）
  - 横浜郵便集中局（221-96）[注 72]
  - 新東京国際空港郵便局（282）[注 73]
  - 名古屋郵便集中局（469）[注 74]
  - 新大阪郵便局（539）
  - 大阪国際郵便局（549）
  - 神戸港郵便局（651-01）[注 16]
- 郵便番号が7桁となった後に固有の郵便区番号を有する無集配局が追加された例がある。
  - 東京北部郵便局（172）
  - 川崎東郵便局（219）
  - 神奈川西郵便局（243-9X）[13]
  - 市川南郵便局（272-9X）[14]
  - 新岩槻郵便局（339-9X）
  - 新越谷郵便局（343-9X）[注 75]
  - 群馬南郵便局（370-9X）[15]
  - 静岡郵便局（419）[16]
  - 中部国際郵便局（479-01）
  - 京都郵便局（610）[17]
  - 岡山郵便局（719）[18]
  - 広島郵便局（731）[19]
  - 山口郵便局（759）[20]
  - 新福岡郵便局（811）
  - 鹿児島郵便局（899）[21]
  - 新潟郵便局（954-9X）[22]
  - 郡山東郵便局（969）[23]
  - 岩手郵便局（029）[24]
  - 道央札幌郵便局（009）[25]

### 私書箱の郵便番号
- 郵便番号が5桁のころの場合、特に集配の多い中央郵便局などでは私書箱用に郵便番号の後の下2桁のところに「91」をつけていたが、7桁化されてからは旧3桁局にあっては、「（郵便区番号）-8691」、旧5桁局にあっては「（郵便区番号）-XX91」を採用している。
- ただし、放送局宛の投書や懸賞などに関しては私書箱でも#大口事業所個別番号と同じように下4桁の数字をその企業などが独自につけている企業もある。

### 郵便番号設定の例外
- 東京都銀座郵便局の場合
  - 先に開局していた京橋郵便局（現・晴海郵便局）が「104-8799」を使用していたため「104-8798」となった。ただし集配事務を開始したのは公社になってからであり、郵政省・郵政事業庁時代には集配事務は取り扱っていない。その後、2008年（平成20年）5月7日に丸の内支店を統合し、郵便番号は「104-8798」から丸の内支店が使用していた「100-8799」に変更された。
- 埼玉県さいたま新都心郵便局の場合
  - 開局当時、既に大宮郵便局で「330-8799」を使用しており、重複を避けるため「330-9799」となった。私書箱は「330-9691」である。

- 長野県松本南郵便局の私書箱の場合
  - 本来ならば399-8691となるべきであったが、池田町にある池田郵便局[注 76]が「399-8691」で重複することから、「399-8791」としたためである。
- 大阪府枚方北郵便局の私書箱の場合
  - 本来ならば「573-1191」となるべきであったが「573-1191」が町域の郵便番号で既に存在しており番号が重複することから、「573-1091」とした。同様の理由により、大口事業所個別番号も「573-10XX」が割り当てられている。
- 京都府伏見東郵便局の私書箱の場合
  - 本来ならば「601-1391」となるべきであったが「601-1391」が町域の郵便番号で既に存在しており番号が重複することから、「601-1491」とした。同様の理由により、大口事業所個別番号も「601-14XX」が割り当てられている。
- 石川県金沢南郵便局の場合
  - 元々は「921-8799」であったが金沢南郵便局の郵便区内に新金沢郵便局が開局したため新金沢郵便局が「921-8799」となり、金沢南郵便局は「921-8797」となった。このとき地域区分局業務を金沢中央郵便局から新金沢郵便局に移管している。
- 宮城県仙台南郵便局の場合
  - 元々は「982-8799」であったが仙台南郵便局の郵便区内に新仙台郵便局が開局したため新仙台郵便局が「982-8799」となり、仙台南郵便局は「982-8791」と同時に無集配普通局となった。
- 宮城県浦戸郵便局の私書箱の場合
  - 本来ならば「985-0191」となるべきであったが「985-0191」が町域の郵便番号で既に存在しており番号が重複することから、「985-0291」とした。同様の理由により、大口事業所個別番号も「985-02XX」が割り当てられている。
- 岩手県久慈郵便局の場合
  - 固有番号として「028-8799」となるべきであったが、関郵便局が「028-87」で既に存在したため、「028-8099」とした。私書箱番号も同様に「028-8691」となるべきものを、陸中山形郵便局との重複を避けるために、「028-8091」とした。

### 大口事業所個別番号
- 郵便番号が最大5桁だった1990年（平成初頭）ごろから、放送局や通信販売の会社、大手企業の本社など郵便物の非常に多い一部の事業所に対しては専用の郵便番号（大口事業所個別番号）が割り当てられるようになり、専用の郵便番号が割り当てられた放送局などへの郵便については住所の記載を省略できるようになった。代表的なものとして、「〒162-88 フジテレビ ○○○○（番組名）係」があった。
  - 郵便番号が最大5桁だったころには大口事業所個別番号は全国で500か所といわれていたが、7桁化後の2013年（平成25年）現在では、議員会館・官公庁・大学・市役所・大手メーカーの工場など21,000か所あまりに増加している。この場合の番号は3桁局の場合は「XXX-85XX」、「XXX-86XX」、「XXX-87XX」、5桁局の場合は「XXX-XX9X」が主に割り当てられている。
  - この大口事業所個別番号の特別な例としては、クイズやプレゼントなど懸賞応募用の番号がある。
  - 東京都区部の場合、「119-XXXX」という番号が付定されるが（フジテレビは懸賞など応募以外にも多用）、これは郵便番号が5桁だったころから「119」を専用に使用していた事による。
  - 大阪府の場合は「539-XXXX」を使用している（ただ、郵便番号簿には「大阪市中央区」で「539-0000」が登録されているが、実際に大阪市中央区でこの番号を採用している地域はない。また大阪貯金事務センター（兵庫県伊丹市）の郵便番号も「539-8794」、新大阪郵便局の郵便番号も「539-8799」が使われている）。

なお、この専用郵便番号は徐々に使用廃止されるケースが増えている。主な情報やり取りの手段を、郵便からインターネットの電子メールに切り替えたことで、設定基準を満たさなくなったためである。この設定基準は日本郵便が公式サイトでも明示しており、それによると「1日の第一種定型及び第二種の郵便配達物が50通以上」の場合に原則として設定するとしている。

### テナントビルの郵便番号
- 旧3桁局の地域にある超高層テナントビルの場合、ビルの階数で郵便番号が設定される場合がある。
- 超高層テナントビルの下4桁は原則6000番台が割り当てられ千代田区・東京都港区のように超高層テナントビルが11本以上ある場合に7000番台も使われるが、千葉市は7000番台、浜松市は7700番台が使われる。

例
- 千葉市美浜区中瀬のワールドビジネスガーデンは、「261-71XX」となっており、階層が不明ないし地階、あるいは複数のフロアを使う場合は「261-7190」、それ以外は「261-7101」(1F) のように末尾2桁で階数を表示するようにしている。

### 郵便局以外の部内機関の郵便番号
- 郵便番号が5桁当時、地方貯金局（貯金事務センター）は3桁局に-99または-94を付定した番号であった。大阪・名古屋の両事務センターの分館（本田・天神山）にも別に郵便番号が付定されていた。同様に地方簡易保険局（簡易保険事務センター）は3桁局に-98を、地方郵政局は3桁局に-97を、地方郵政監察局は3桁局に-96を、地方電気通信監理局（現・総務省総合通信局）は3桁局に-95を、共通事務センターは3桁局に-91を付定した郵便番号であった。
- 7桁化にあたっては原則として次のとおり付定された。

| 番号     | 郵政民営化以前の対象                                 | 郵政民営化直後の対象 |
| -------- | ---------------------------------------------------- | --- |
| XXX-8791 | 共通事務センター                                     | 日本郵政株式会社人事・経理集約センター |
| XXX-8792 | 簡易保険事務センター                                 | 株式会社かんぽ生命保険サービスセンター |
| XXX-8793 | 地方郵政局郵務部（三種）                             | 郵便事業株式会社支社（三種） |
| XXX-8794 | 貯金事務センター、貯金事務計算センター               | 株式会社ゆうちょ銀行貯金事務センター・貯金事務計算センター                                                                                               |
| XXX-8795 | 地方電気通信監理局                                   | 総務省情報通信政策研究所・総合通信局・沖縄総合通信事務所、独立行政法人情報通信研究機構                                                                   |
| XXX-8796 | 地方郵政監察局                                       | 郵便局株式会社監査室（連絡・統括機能を有する13室に限る。）                                                                                               |
| XXX-8797 | 地方郵政局、郵政大学校                               | 日本郵政株式会社施設センター・郵政大学校、郵便事業株式会社支社、郵便局株式会社支社、株式会社ゆうちょ銀行エリア本部・支店、株式会社かんぽ生命保険統括支店 |
| XXX-8798 | 郵政省本省、逓信病院、職員訓練所（郵政大学校を除く） | 日本郵政株式会社本社・逓信病院、郵便事業株式会社本社、郵便局株式会社本社・研修センター、株式会社ゆうちょ銀行本社、株式会社かんぽ生命保険本社             |

## 郵便番号の変更
区画整理、住居表示による郵便番号の変更は枚挙に暇がないため、ここでは割愛する。

### 7桁化時の郵便番号変更
- 大阪府和泉南郵便局（和泉市、590-02→594-11[注 77]）
- 岡山県三石郵便局（備前市、709-01→705-01）
- 岡山県若代郵便局（真庭市、719-34→717-07[注 78]）
- 愛媛県大保木郵便局（西条市、799-12→793-02[注 79]）

#### 三重県北勢地域における変更
- 三重郡朝日町・川越町の全域、四日市市、鈴鹿市のそれぞれ一部で行われた変更。
  - 同時に小山田郵便局は集配業務を廃止し、四日市北郵便局は四日市西郵便局に改称した。
  - 鈴鹿市のその他の地域、三重郡菰野町では変更されていない。

| 旧集配局       | 旧郵便番号 | 新集配局       | 新郵便番号 | 担当区域       | 備考           |
| -------------- | ---------- | -------------- | ---------- | -------------- | -------------- |
| 四日市北郵便局 | 512        | 四日市郵便局   | 510-81XX   | 朝日町、川越町 |                |
| 四日市北郵便局 | 512        | 四日市郵便局   | 510-80XX   | 四日市市       |                |
| 四日市郵便局   | 510        | 四日市郵便局   | 510-80XX   | 四日市市       | 変更なし       |
| 四日市郵便局   | 510        | 四日市郵便局   | 510-00XX   | 四日市市       | 変更なし       |
| 四日市郵便局   | 510        | 四日市郵便局   | 510-08XX   | 四日市市       | 変更なし       |
| 四日市郵便局   | 510        | 四日市郵便局   | 510-09XX   | 四日市市       | 変更なし       |
| 小山田郵便局   | 510-11     | 四日市郵便局   | 510-09XX   | 四日市市       | 南小松町のみ   |
| 小山田郵便局   | 510-11     | 鈴鹿郵便局     | 513-11XX   | 鈴鹿市         |                |
| 小山田郵便局   | 510-11     | 四日市西郵便局 | 512-11XX   | 四日市市       |                |
| 菰野郵便局     | 510-12     | 四日市西郵便局 | 512-12XX   | 四日市市       |                |
| 朝明郵便局     | 510-13     | 四日市西郵便局 | 512-13XX   | 四日市市       |                |
| 鈴峰郵便局     | 519-03     | 四日市西郵便局 | 512-03XX   | 四日市市       | 水沢野田町のみ |
| 四日市郵便局   | 510        | 四日市西郵便局 | 512-09XX   | 四日市市       |                |
| 四日市北郵便局 | 512        | 四日市西郵便局 | 512-80XX   | 四日市市       | 変更なし       |

### 東京都多摩地域における郵便番号変更
- 東京都多摩地域では、当時は「18」・「19」を使用し、「20」は使われていなかった。その後、1979年（昭和54年）から「20」も使用するようになった。

1968年（昭和43年）11月18日実施。小金井郵便局の開局による。
- 185→184（小金井市、国分寺郵便局→小金井郵便局）

1971年（昭和46年）9月20日実施。東久留米郵便局の開局による。
- 188→180-03（東久留米市、田無郵便局→東久留米郵便局）

1971年（昭和46年）11月8日実施。八王子西郵便局の開局と、それに伴う浅川郵便局の集配廃止による。
- 192→193（八王子市西部の一部、八王子郵便局→八王子西郵便局）
- 193（変更なし）（八王子市西南部、浅川郵便局→八王子西郵便局）

1979年（昭和54年）3月5日実施。狛江郵便局の開局による。
- 182→201（狛江市、調布郵便局→狛江郵便局）

1979年（昭和54年）4月2日実施。保谷郵便局の開局による。
- 188→202（保谷市、田無郵便局→保谷郵便局）

1981年（昭和56年）9月1日実施
- 180-03→203（東久留米市、東久留米郵便局）
- 180-04→204（清瀬市、清瀬郵便局）
- 192-02→206（多摩市および稲城市、多摩郵便局）

1991年（平成3年）10月21日実施。武蔵村山郵便局の開局による。
- 189→207（東大和市、東村山郵便局→武蔵村山郵便局）
- 190-12→208（武蔵村山市、武蔵瑞穂郵便局→武蔵村山郵便局）

1992年（平成4年）3月1日実施
- 194-01→195（町田市鶴川地域および忠生地域の一部、鶴川郵便局）

1992年（平成4年）10月1日実施
- 190-11→205（羽村市、羽村郵便局）

1993年（平成5年）3月22日実施。小河内郵便局の集配廃止による。
- 198-03→198-02（西多摩郡奥多摩町のうち旧小河内村域、小河内郵便局→奥多摩郵便局）

1999年（平成11年）9月27日実施。八王子南郵便局の移転による。
- 192→192-09（住所は変更なし）（八王子市中央部の一部および東南部、八王子郵便局→八王子南郵便局）
- 193→193-09（住所は変更なし）（八王子市西南部の一部、八王子西郵便局→八王子南郵便局）

2000年（平成12年）10月10日実施。五日市郵便局→あきる野郵便局の移転改称による。
- 190-01（変更なし）（あきる野市のうち旧五日市町域、五日市郵便局→あきる野郵便局）
- 197→197-08（住所は変更なし）（あきる野市のうち旧秋川市域、福生郵便局→あきる野郵便局）

2004年（平成16年）3月29日実施。保谷郵便局の集配廃止による。
- 188（変更なし）（西東京市のうち旧田無市域、田無郵便局→西東京郵便局）
- 202（変更なし）（西東京市のうち旧保谷市域、保谷郵便局→西東京郵便局）

2004年（平成16年）8月2日実施。瑞穂郵便局および福生郵便局の集配廃止による。
- 190-12（変更なし）（西多摩郡瑞穂町、瑞穂郵便局→羽村郵便局）
- 197（変更なし）（福生市、福生郵便局→あきる野郵便局）

2007年（平成19年）3月5日実施。檜原郵便局の集配廃止による。
- 190-02（変更なし）（西多摩郡檜原村、檜原郵便局→あきる野郵便局）

### 岐阜県中津川市への越境合併に伴う変更
- 「39」→「50」へ変更
  - 長野県神坂郵便局[注 89]は1984年（昭和59年）まで、長野県木曽郡山口村の一部と岐阜県中津川市神坂地区の集配を担当していた。
    - 岐阜県側:399-52→508（長野県神坂郵便局→岐阜県中津川郵便局）
    - 長野県側:399-52→399-51（長野県神坂郵便局→長野県山口郵便局）

  - 山口村の中津川市への越境合併により、2005年（平成17年）2月13日に変更
    - 399-51→508-05（岐阜県中津川市山口地区、山口郵便局[注 90]）

### 区分局（統括局）の管轄変更に伴う郵便番号変更
岡山県における郵便番号変更
- 「71」（倉敷郵便局）→「70」（岡山中央郵便局）へ変更

2007年（平成19年）3月5日実施
- 719-33→708-07（苫田郡鏡野町富地区、富郵便局）

- 「70」（岡山中央郵便局）→「71」（倉敷郵便局）へ変更

2007年（平成19年）3月5日実施
- 709-11→710-11（倉敷市茶屋町地区、茶屋町郵便局）

広島県における郵便番号変更
- 「72」（福山東郵便局）→「73」（広島中央郵便局）へ変更

1994年（平成6年）6月13日実施
- 729-64→739-11（安芸高田市甲田地区の一部、甲立郵便局→甲田郵便局）
- 739-11（変更なし）（安芸高田市甲田町の一部、小田郵便局→甲田郵便局）
- 729-65→739-18（安芸高田市高宮地区、高宮郵便局）

1995年（平成7年）3月20日実施
- 724-01→724-02（東広島市福富地区の一部、造賀郵便局→福富郵便局）
- 724-01→729-11（東広島市河内地区の一部、造賀郵便局→河内郵便局）
- 729-15→729-11（東広島市河内地区の一部、小谷郵便局→河内郵便局）
- 724→739（東広島市西条地区、安芸西条郵便局）
- 724-01→739-21（東広島市高屋地区の一部、造賀郵便局→高屋郵便局）
- 729-15→739-21（東広島市高屋地区の一部、小谷郵便局→高屋郵便局）
- 729-16→739-21（東広島市高屋地区の一部、白市郵便局→高屋郵便局）
- 729-17→739-21（東広島市高屋地区の一部、西高屋郵便局→高屋郵便局）

1999年（平成11年）3月1日実施
- 724-07→737-01（呉市郷原地区、下黒瀬郵便局→広郵便局）

2007年（平成19年）3月5日実施
- 729-25→737-25（呉市安浦地区の大半、安浦郵便局）
- 729-26→737-26（呉市川尻地区および安浦地区と合併前の呉市のごく一部、川尻郵便局）
- 729-11→739-22（東広島市河内地区、河内郵便局）
- 724-02→739-23（東広島市福富地区、福富郵便局）
- 724-03→739-23（東広島市豊栄地区、豊栄郵便局→福富郵便局）
- 729-24→739-24（東広島市安芸津地区、安芸津郵便局）
- 724-05→739-25（東広島市黒瀬地区の一部、板城郵便局）
- 724-06→739-26（東広島市黒瀬地区の一部、黒瀬郵便局）
- 724-07→739-27（東広島市黒瀬地区の一部、下黒瀬郵便局）

山口県における郵便番号変更
- 「74」（徳山郵便局）→「75」（下関郵便局）へ変更

1986年（昭和61年）10月1日実施
- 747-13→753-02（山口市大内地区、大内郵便局）
- 759-11→753-03（山口市仁保地区、仁保郵便局）

北海道における郵便番号変更
- 「07」（旭川東郵便局）→「06」（札幌中央郵便局）へ変更

2005年（平成17年）10月1日実施
- 071-14→061-31（石狩市浜益区〈雄冬地区を除く〉、浜益郵便局）

- 「07」（旭川東郵便局）→「05」（苫小牧郵便局）へ変更

2007年（平成19年）6月11日実施
- 079-23→055-23（沙流郡日高町日高地区、日高郵便局）

### 飯田線沿線における郵便番号変更
- 「44」（愛知県）→「43」（静岡県）へ変更（一部区域は「43」（静岡県）→「44」（愛知県）→「43」（静岡県）へ変更）

1982年（昭和57年）10月4日実施
- 449-08→449-07（愛知県北設楽郡豊根村のうち富山、富山郵便局→水窪郵便局）

1986年（昭和61年）3月31日実施
- 431-39→449-06（静岡県浜松市天竜区佐久間町の一部、西渡郵便局→佐久間郵便局）
- 449-05→449-06（静岡県浜松市天竜区佐久間町の一部、浦川郵便局→佐久間郵便局）

1986年（昭和61年）10月1日実施。豊橋駅からの飯田線鉄道郵便の廃止による。
- 449-06→431-39（静岡県浜松市天竜区佐久間町の一部、佐久間郵便局）
- 449-07→431-41（静岡県浜松市天竜区水窪町、佐久間町の一部、愛知県北設楽郡豊根村のうち富山、水窪郵便局）

### 岩手県沿岸北部における郵便番号変更
- 「03」（青森県）→「02」（岩手県）へ変更

1992年（平成4年）9月7日実施
- 032-06→032（久慈市の一部、大川目郵便局→久慈郵便局）

1993年（平成5年）5月1日実施。八戸駅からの八戸線鉄道郵便の廃止による。
- 039-14→028-78（久慈市の一部、侍浜郵便局）
- 039-13→028-79（九戸郡洋野町の一部、種市郵便局）
- 032→028（久慈市の一部、久慈郵便局）
- 032-01→028-81（久慈市の一部、宇部郵便局）
- 032-02→028-82（九戸郡野田村、野田郵便局）
- 032-03→028-83（下閉伊郡普代村、普代郵便局）
- 032-04→028-84（下閉伊郡田野畑村、田野畑郵便局）
- 032-05→028-85（久慈市の一部、山根郵便局）
- 032-07→028-86（久慈市の一部、陸中山形郵便局）
- 032-08→028-87（久慈市の一部、関郵便局）
- 032-09→028-88（九戸郡洋野町の一部、大野郵便局）

### 兵庫県神戸市における郵便番号変更
- 前述のとおり兵庫県神戸市のほとんどは「65」であったが、西区および北区淡河地区は「67」、西宮市内からしか行くことができない事実上の飛び地である北区生野高原住宅は「66」であった。

神戸市北区淡河地区で1986年（昭和61年）10月1日に実施。
- 673-06→651-16（神戸市北区淡河地区、淡河郵便局）

神戸市西区で1990年（平成2年）8月20日に実施。これにより、神戸市内から「67」の地域が消滅した。
- 673→651-21（神戸市西区の一部、明石郵便局）
- 673-02→651-22（神戸市西区の一部、神戸西郵便局）
- 673-03→651-23（神戸市西区の一部、神出郵便局）
- 674→651-24（神戸市西区の一部、明石西郵便局）

### 福島県の中通りの一部における郵便番号変更
1984年（昭和59年）11月18日実施
- 979-64→962-07（須賀川市大東・小塩江地区、川東郵便局）
- 977-01→963-09（郡山市西田地区、西田郵便局）
- 979-66→963-11（郡山市田村町守山地区、守山郵便局）
- 979-65→963-12（郡山市田村町谷田川・二瀬地区、谷田川郵便局）

1985年（昭和60年）12月2日実施
- 963-01（変更なし）（郡山市三穂田地区、三穂田郵便局→安積郵便局）
- 969-05→963-01（郡山市安積地区、安積郵便局）

1989年（平成元年）9月11日実施
- 963-03→963-02（郡山市逢瀬地区、多田野郵便局→郡山西郵便局）
- 963-04→963-02（郡山市片平地区、片平郵便局→郡山西郵便局）

1990年（平成2年）11月1日実施
- 969-21→963-13（郡山市熱海地区、熱海郵便局）
- 969-23→963-14（郡山市湖南町月形地区、月形郵便局）
- 969-24→963-15（郡山市湖南町中野・三代地区、中野郵便局）
- 969-25→963-16（郡山市湖南町福良・赤津地区、福良郵便局）

1995年（平成7年）6月1日実施
- 979-33→963-33（田村郡小野町夏井地区、夏井郵便局）
- 979-34→963-34（田村郡小野町小野新町地区、小野新町郵便局）
- 979-35→963-35（田村郡小野町飯豊地区、田村飯豊郵便局）
- 979-36→963-36（田村市滝根町、滝根郵便局）
- 979-41→963-41（田村市大越町、大越郵便局）
- 979-42→963-42（田村市船引町七郷地区、七郷郵便局）
- 979-43→963-43（田村市船引町船引・芦沢・文珠地区、船引郵便局）
- 979-44→963-44（田村市船引町美山・瀬川地区、瀬川郵便局）
- 979-45→963-45（田村市船引町移地区、移郵便局）
- 979-46→963-46（田村市常葉町、常葉郵便局）
- 979-47→963-47（田村市都路町、都路郵便局）
- 979-51→963-51（東白川郡矢祭町豊里地区、東舘郵便局）
- 979-52→963-52（東白川郡矢祭町石井地区・塙町上石井、石井郵便局）
- 979-53→963-53（東白川郡塙町高城地区・矢祭町高城地区、高城郵便局）
- 979-54→963-54（東白川郡塙町塙地区、塙郵便局）
- 979-55→963-55（東白川郡塙町笹原地区・鮫川村、笹原郵便局）
- 979-56→963-56（東白川郡棚倉町近津・山岡地区、近津郵便局）
- 979-61→963-61（東白川郡棚倉町棚倉・高野・社川地区、棚倉郵便局）
- 979-62→963-62（石川郡浅川町、浅川郵便局）
- 979-63→963-63（石川郡玉川村、玉川郵便局）
- 977→963-77（田村郡三春町、三春郵便局）
- 978→963-78（石川郡石川町、石川郵便局）
- 978-01→963-81（石川郡平田村小平地区、小平郵便局）
- 978-02→963-82（石川郡平田村蓬田地区、蓬田郵便局）
- 978-03→963-83（石川郡古殿町、古殿郵便局）
- 978-04→963-84（東白川郡鮫川村、鮫川郵便局）

2004年（平成16年）9月6日実施
- 963-52（変更なし）（東白川郡矢祭町石井地区、石井郵便局→矢祭郵便局）
- 963-52→963-54（東白川郡塙町上石井、石井郵便局→塙郵便局）

### 座間市・相模原市における郵便番号変更
- 神奈川県座間市、相模原市の郵便番号は郵便番号制定当初、横浜駅から横浜線鉄道郵便で輸送されたことから横浜線沿線を指す上2桁が「22」で始まる番号に設定され（緑区のうち相模湖地区と藤野地区は2007年〈平成19年〉2月4日まで中央本線沿線を指す「19」で始まっていた）、相模原市と、同市南部を管轄する座間郵便局[注 135]がある座間市は「228」、「229」、「220-0X」となっていた。そのため両市の郵便物は1999年（平成11年）に開局した「24」・「25」管轄の綾瀬郵便局[注 136]から近いにもかかわらず「22」管轄の横浜神奈川郵便局[注 137]から輸送されていた。
- 輸送の効率化に伴い、相模原市が全国19番目の政令指定都市へ昇格するのに合わせて2010年（平成22年）4月1日に大規模な郵便番号変更を実施。本来は藤沢市以西の東海道線（湘南電車）沿線を指す「25」から「252」が新番号として割り当てられ、座間市と相模原市の郵便番号は上3桁が「252」に統一された。これに伴い、藤沢市の藤沢北郵便局は後述するように局そのものの郵便番号が変更されている。
- 各郵便局の名称、番号の変更は以下の通り。
  - 橋本郵便局[注 138]（番号を変更）
    - 229-1199→252-0199

  - 津久井郵便局[注 139]（4月1日付で集配廃止）
    - 220-0299→252-0157

  - 相模湖郵便局[注 140]（4月1日付で集配廃止）
    - 229-0199→252-0171

  - 吉野郵便局[注 141]（4月1日付で集配廃止）
    - 229-0299→252-0183

  - 相模原郵便局[注 142]（番号を変更）
    - 229-8799→252-0299

  - 座間郵便局[注 135]（番号を変更）
    - 228-8799→252-8799

  - 藤沢北郵便局[注 143]（番号を変更）
    - 252-8799→252-0899

| 市       | 旧集配局     | 旧郵便番号                          | 新集配局     | 新郵便番号                          | 行政区 | 備考 |
| -------- | ------------ | ----------------------------------- | ------------ | ----------------------------------- | ------ | --- |
| 相模原市 | 津久井郵便局 | 220-02xx                            | 橋本郵便局   | 252-01xx 252-51xx                   | 緑区   | 青山、太井、鳥屋、長竹、中野、根小屋、又野、三井、三ケ木のみ |
| 相模原市 | 津久井郵便局 | 220-04xx                            | 橋本郵便局   | 252-01xx 252-51xx                   | 緑区   | 青根、青野原のみ |
| 相模原市 | 相模湖郵便局 | 229-01xx                            | 橋本郵便局   | 252-01xx 252-51xx                   | 緑区   | 小原、寸沢嵐（新戸を除く）、千木良、与瀬、与瀬本町、若柳のみ |
| 相模原市 | 吉野郵便局   | 229-02xx                            | 橋本郵便局   | 252-01xx 252-51xx                   | 緑区   | 小渕、佐野川、澤井、寸沢嵐（新戸）、名倉、日連、牧野、吉野のみ |
| 相模原市 | 橋本郵便局   | 220-01xx                            | 橋本郵便局   | 252-01xx 252-51xx                   | 緑区   | 小倉、川尻、久保沢、城山、谷ヶ原、中沢、葉山島、原宿、原宿南、広田、町屋、向原、若葉台のみ 番号のみ変更                                                            |
| 相模原市 | 橋本郵便局   | 229-11xx 229-12xx                   | 橋本郵便局   | 252-01xx 252-51xx                   | 緑区   | 番号のみ変更 |
| 相模原市 | 橋本郵便局   | 229-11xx 229-12xx                   | 相模原郵便局 | 252-02xx 252-52xx                   | 中央区 | 小山、上溝、向陽町、小町通、下九沢（一部を除く）、水郷田名、すすきの町、清新、高根、田名（一部を除く）、田名塩田、氷川町、南橋本、宮下、宮下本町、横山、横山台のみ |
| 相模原市 | 相模原郵便局 | 229-00xx 229-85xx 229-86xx 229-87xx | 相模原郵便局 | 252-02xx 252-52xx                   | 中央区 | 番号のみ変更 |
| 相模原市 | 相模原郵便局 | 229-00xx 229-85xx 229-86xx 229-87xx | 座間郵便局   | 252-03xx 252-037x 252-038x 252-039x | 南区   | 大野台（3丁目の一部を除く）、古淵、下溝、当麻、西大沼、東大沼、若松のみ                                                                                            |
| 相模原市 | 座間郵便局   | 228-08xx 228-85xx 228-86xx 228-87xx | 座間郵便局   | 252-03xx 252-037x 252-038x 252-039x | 南区   | 番号のみ変更 |
| 座間市   | 座間郵便局   | 228-00xx 228-85xx 228-86xx 228-87xx | 座間郵便局   | 252-00xx 252-85xx 252-86xx 252-87xx |        | 番号のみ変更 |
| 藤沢市   | 藤沢北郵便局 | 252-08xx 252-85xx 252-86xx 252-87xx | 藤沢北郵便局 | 252-08xx 252-087x 252-088x 252-089x |        | 住所の番号は変更なし 事業所の番号のみ変更 |

### 千葉市における郵便番号変更
- 1973年（昭和48年）2月5日に千葉西郵便局が開局し、千葉郵便局の一部から集配業務を移管した。
- 1978年（昭和53年）10月2日に千葉中央郵便局が開局し、千葉郵便局の一部から集配業務を移管した。同時に千葉郵便局は千葉中郵便局に改称した。
- その後、1992年（平成4年）4月1日に千葉市は政令指定都市となり、同時に集配郵便局および郵便番号の上5桁を6つの行政区毎に一致させるために集配郵便局と郵便区の再編が行われた。
- 千葉西郵便局は「281」から「262」に、千葉中郵便局は「280」から「264」に、野呂郵便局は「280-01」から「265」に、誉田郵便局は「280-02」から「266」に、土気郵便局は「299-31」から「267」にそれぞれ変更した。もともと「26」「28」「29」の区分局は千葉中央郵便局であるため、区分局は変更されていない。
- 同年4月6日に美浜郵便局が開局し、千葉中央郵便局と千葉西郵便局のそれぞれ一部から集配業務を移管した。同時に千葉西郵便局は花見川郵便局に、千葉中郵便局は若葉郵便局にそれぞれ改称した。
- 各郵便局の名称、番号の変更は以下の通り。
  - 千葉中央郵便局
    - 260

  - 美浜郵便局（4月6日付で開局）
    - 261

  - 千葉西郵便局→花見川郵便局（4月1日付で番号を変更、4月6日付で改称）
    - 281→262

  - 千葉中郵便局→若葉郵便局（4月1日付で番号を変更、4月6日付で改称）
    - 280→264

  - 野呂郵便局[注 144]（番号を変更）
    - 280-01→265

  - 誉田郵便局[注 145]（番号を変更）
    - 280-02→266

  - 土気郵便局[注 146]（番号を変更）
    - 299-31→267
- なお、2006年（平成18年）9月11日に野呂郵便局・土気郵便局が集配業務を廃止し、若葉郵便局・千葉緑郵便局にそれぞれ移管したが、野呂郵便局・土気郵便局以外の郵便番号の変更は行われていない。

| 旧郵便番号 | 旧集配局       | 新郵便番号 | 新集配局       | 行政区   | 備考 |
| ---------- | -------------- | ---------- | -------------- | -------- | --- |
| 281        | 千葉西郵便局   | 262        | 花見川郵便局   | 花見川区 | 番号のみ変更 |
| 281        | 千葉西郵便局   | 261        | 美浜郵便局     | 美浜区   | 稲毛海岸、打瀬、豊砂、中瀬、浜田、ひび野、幕張西、美浜、若葉のみ |
| 260        | 千葉中央郵便局 | 261        | 美浜郵便局     | 美浜区   | 磯辺、幸町、新港、高洲、高浜、真砂のみ |
| 260        | 千葉中央郵便局 | 263        | 美浜郵便局     | 稲毛区   | 穴川、穴川町、作草部、作草部町、千草台、天台、天台町、轟町、萩台町、緑町、弥生町のみ |
| 281        | 千葉西郵便局   | 263        | 美浜郵便局     | 稲毛区   | あやめ台、稲丘町、稲毛、稲毛台町、稲毛町、稲毛東、柏台、黒砂、黒砂台、小仲台、小中台町、小深町、山王町、園生町、長沼町、長沼原町、宮野木町、六方町のみ |
| 280        | 千葉中郵便局   | 260        | 千葉中央郵便局 | 中央区   | 青葉町、赤井町、旭町、市場町、亥鼻、院内、鵜の森町、大森町、生実町、葛城、要町、亀井町、亀岡町、川戸町、栄町、白旗、新町、末広、大巌寺町、千葉寺町、中央、鶴沢町、道場北、道場北町、道場南、長洲、仁戸名町、花輪町、東千葉、東本町、富士見、星久喜町、本千葉町、本町、松ケ丘町、南生実町、南町、都町、宮崎、宮崎町、矢作町、祐光のみ |
| 260        | 千葉中央郵便局 | 260        | 千葉中央郵便局 | 中央区   | 変更なし |
| 260        | 千葉中央郵便局 | 264        | 若葉郵便局     | 若葉区   | 愛生町、都賀、都賀の台、殿台町、西都賀、原町、東寺山町、みつわ台、源町のみ |
| 280        | 千葉中郵便局   | 264        | 若葉郵便局     | 若葉区   | 番号のみ変更 |
| 280-01     | 野呂郵便局     | 265        | 野呂郵便局     | 若葉区   | 番号のみ変更 |
| 280-02     | 誉田郵便局     | 266        | 誉田郵便局     | 緑区     | 番号のみ変更 |
| 299-31     | 土気郵便局     | 267        | 土気郵便局     | 緑区     | 番号のみ変更 |

### さいたま市における郵便番号変更
- 2000年（平成12年）にさいたま新都心郵便局が開局し、大宮郵便局と大宮西郵便局のそれぞれ一部から集配業務を移管した。
- その後、2003年（平成15年）4月1日に浦和市、大宮市、与野市の3市が合併したさいたま市は政令指定都市となり、同時に集配郵便局および郵便番号の上5桁を9つの行政区毎に一致させるために集配郵便局と郵便区の再編が行われた。旧3市と行政区の関係については「さいたま市#行政区」を参照のこと。
- 大宮郵便局は「330」から「337」に変更し、それまで「337」を使用していた美園郵便局は集配業務を廃止した。ただし、集配郵便局の変更は4月7日[27]であったため、4月1日から4月6日まで美園郵便局は暫定的に「336-9799」を使用した。
- 各郵便局の名称、番号の変更は以下の通り。
  - さいたま新都心郵便局
    - 330-9799

  - 大宮郵便局（番号を変更）
    - 330-8799→337-8799

  - 大宮西郵便局
    - 331-8799

  - 浦和中央郵便局→さいたま中央郵便局（改称）
    - 336-8799

  - 美園郵便局（4月7日付で集配廃止）
    - 337-8799→336-9799→336-0963

  - 与野郵便局[注 147]
    - 338-8799
- なお、2005年（平成17年）4月1日に岩槻市編入合併による岩槻区設置では、郵便番号の変更は行われていない。

| 旧市       | 旧集配局             | 旧郵便番号 | 新集配局             | 新郵便番号 | 行政区 | 備考                    |
| ---------- | -------------------- | ---------- | -------------------- | ---------- | ------ | ----------------------- |
| [ 注 148 ] | さいたま新都心郵便局 | 330-08xx   | さいたま新都心郵便局 | 330-00xx   | 中央区 | 新都心のみ 番号のみ変更 |
| 浦和市     | 浦和中央郵便局       | 336-00xx   | さいたま新都心郵便局 | 330-00xx   | 浦和区 |                         |
| 浦和市     | 浦和中央郵便局       | 336-09xx   | さいたま新都心郵便局 | 330-00xx   | 浦和区 |                         |
| 浦和市     | 与野郵便局           | 338-08xx   | さいたま新都心郵便局 | 330-00xx   | 浦和区 |                         |
| 浦和市     | 与野郵便局           | 338-08xx   | さいたま新都心郵便局 | 330-08xx   | 大宮区 | 大原6・7丁目のみ        |
| 大宮市     | 大宮郵便局           | 330-00xx   | さいたま新都心郵便局 | 330-08xx   | 大宮区 | 寿能町のみ              |
| 大宮市     | さいたま新都心郵便局 | 330-08xx   | さいたま新都心郵便局 | 330-08xx   | 大宮区 | 変更なし                |
| 大宮市     | さいたま新都心郵便局 | 331-08xx   | さいたま新都心郵便局 | 330-08xx   | 大宮区 |                         |
| 大宮市     | 大宮西郵便局         | 331-00xx   | さいたま新都心郵便局 | 330-08xx   | 大宮区 |                         |
| 大宮市     | 大宮西郵便局         | 331-00xx   | 大宮西郵便局         | 331-00xx   | 西区   | 変更なし                |
| 大宮市     | 大宮西郵便局         | 331-00xx   | 大宮西郵便局         | 331-08xx   | 北区   | 番号のみ変更            |
| 大宮市     | 大宮郵便局           | 330-00xx   | 大宮西郵便局         | 331-08xx   | 北区   |                         |
| 大宮市     | 大宮郵便局           | 330-00xx   | 大宮郵便局           | 337-00xx   | 見沼区 | 番号のみ変更            |
| 大宮市     | さいたま新都心郵便局 | 330-08xx   | 大宮郵便局           | 337-00xx   | 見沼区 |                         |
| 浦和市     | 美園郵便局           | 337-09xx   | さいたま中央郵便局   | 336-09xx   | 緑区   |                         |
| 浦和市     | 浦和中央郵便局       | 336-00xx   | さいたま中央郵便局   | 336-09xx   | 緑区   | 太田窪のみ              |
| 浦和市     | 浦和中央郵便局       | 336-09xx   | さいたま中央郵便局   | 336-09xx   | 緑区   | 変更なし                |
| 浦和市     | 浦和中央郵便局       | 336-09xx   | さいたま中央郵便局   | 336-00xx   | 南区   |                         |
| 浦和市     | 浦和中央郵便局       | 336-00xx   | さいたま中央郵便局   | 336-00xx   | 南区   | 変更なし                |
| 浦和市     | 浦和中央郵便局       | 336-00xx   | 与野郵便局           | 338-08xx   | 桜区   | 田島のみ                |
| 浦和市     | 与野郵便局           | 338-08xx   | 与野郵便局           | 338-08xx   | 桜区   | 変更なし                |
| 与野市     | 与野郵便局           | 338-00xx   | 与野郵便局           | 338-00xx   | 中央区 | 変更なし                |

### 堺市における郵便番号変更
- 大阪府堺市の福田郵便局[注 149]は百済貨物駅からトラック輸送されていたことから58から始まる「588」であったが、1997年（平成9年）の移転と同時に堺中郵便局に改称し、郵便番号も他の堺市[注 150]と同じく59から始まる「599」へ変更された。
- この移転、改称と同時に将来的な政令指定都市移行、それによる区設置を見据えた上で、集配郵便局および郵便番号の上5桁を後の行政区[28]となる6つの支所毎に一致させるために集配郵便局と郵便区の再編が行われた。変更は以下の通り。ちなみに政令指定都市移行、行政区の設置は2006年（平成18年）4月1日である。

| 旧郵便番号 | 旧集配局     | 新郵便番号 | 新集配局     | 担当区域 | 備考 |
| ---------- | ------------ | ---------- | ------------ | -------- | --- |
| 588        | 福田郵便局   | 590-01XX   | 泉北郵便局   | 南区     | 岩室、土佐屋台、深阪南 |
| 593        | 鳳郵便局     | 590-01XX   | 泉北郵便局   | 南区     | 稲葉、大庭寺、小代、太平寺、高尾、野々井、三木閉、和田                                                                               |
| 590-01     | 泉北郵便局   | 590-01XX   | 泉北郵便局   | 南区     | 上記以外 |
| 591        | 堺金岡郵便局 | 591-80XX   | 堺金岡郵便局 | 北区     | 変更なし |
| 591        | 堺金岡郵便局 | 590-00XX   | 堺郵便局     | 堺区     | 向陵中町、向陵東町 |
| 590        | 堺郵便局     | 590-00XX   | 堺郵便局     | 堺区     | 上記以外 |
| 590        | 堺郵便局     | 590-08XX   | 堺郵便局     | 堺区     | 上記以外 |
| 590        | 堺郵便局     | 590-09XX   | 堺郵便局     | 堺区     | 上記以外 |
| 591        | 堺金岡郵便局 | 599-81XX   | 堺中郵便局   | 東区     | 石原町、白鷺町（旧・白鷺団地）、野尻町、日置荘○○町、引野町、菩提町、八下町                                                           |
| 588        | 福田郵便局   | 599-81XX   | 堺中郵便局   | 東区     | 上記以外 |
| 588        | 福田郵便局   | 599-82XX   | 堺中郵便局   | 中区     | 下記以外 |
| 593        | 鳳郵便局     | 599-82XX   | 堺中郵便局   | 中区     | 大野芝町、学園町、毛穴町、小阪、小阪西町、新家町、土塔町、楢葉、土師町、八田○○町、東八田、東山、平井、深井○○町、伏尾、堀上町、宮園町 |
| 593        | 鳳郵便局     | 593-83XX   | 鳳郵便局     | 西区     | 変更なし |
| 591        | 堺金岡郵便局 | 592-83XX   | 浜寺郵便局   | 西区     | 北条町 |
| 592        | 浜寺郵便局   | 592-83XX   | 浜寺郵便局   | 西区     | 上記以外 |

## 郵便区一覧
具体的な郵便区一覧は、以下のページ（地方別）を参照。
- 関東地方の郵便番号
地域番号10〜37
東京都 神奈川県 千葉県 茨城県 栃木県 埼玉県 群馬県
- 甲信・東海地方の郵便番号
地域番号38〜51
長野県 山梨県 静岡県 愛知県 岐阜県 三重県
- 近畿地方の郵便番号
地域番号52〜67
滋賀県 大阪府 京都府 奈良県 和歌山県 兵庫県
- 中国地方の郵便番号
地域番号68〜75
鳥取県 島根県 岡山県 広島県 山口県
- 四国地方の郵便番号
地域番号76〜79
香川県 徳島県 高知県 愛媛県
- 九州・沖縄地方の郵便番号
地域番号80〜90
福岡県 佐賀県 長崎県 熊本県 大分県 宮崎県 鹿児島県 沖縄県
- 北陸地方の郵便番号
地域番号91〜95
福井県 石川県 富山県 新潟県
- 東北地方の郵便番号
地域番号96〜99・01〜03
福島県 宮城県 山形県 秋田県 岩手県 青森県
- 北海道の郵便番号
地域番号00・04〜09
北海道